# Fabien Pasquasy
Fabien Pasquasy (22 juni 1978) is een Belgische oriëntatieloper. Hij heeft de eerste plaats in de Belgische Eliteranking bezet.

## Levensloop
Pasquasy werd Belgisch kampioen op de middellange en lange afstand oriëntatielopen in 2005. In 2004 werd hij 16e op de Europese kampioenschappen. In 2007 werd hij 23e op de lange afstand en 29e op de middellange afstand op het wereldkampioenschappen te Kiev.